# Szczkówek
Szczkówek [pronunciación en polaco: /ˈʂt͡ʂkuvɛk/] es un pueblo ubicado en el distrito administrativo de Gmina Izbica Kujawska, dentro del condado de Włocławek, Voivodato de Cuyavia y Pomerania, en el centro-norte de Polonia. Se encuentra a unos 8 kilómetros al sureste de Izbica Kujawska, a 33 kilómetros al suroeste de Włocławek, y a 74 kilómetros al sur de Toruń.